# 향고래

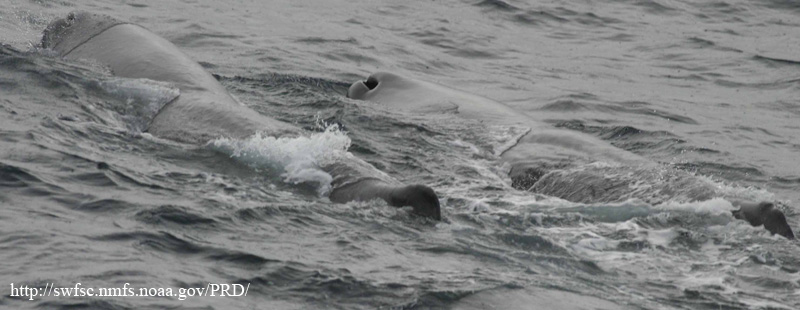
향유고래 두 마리

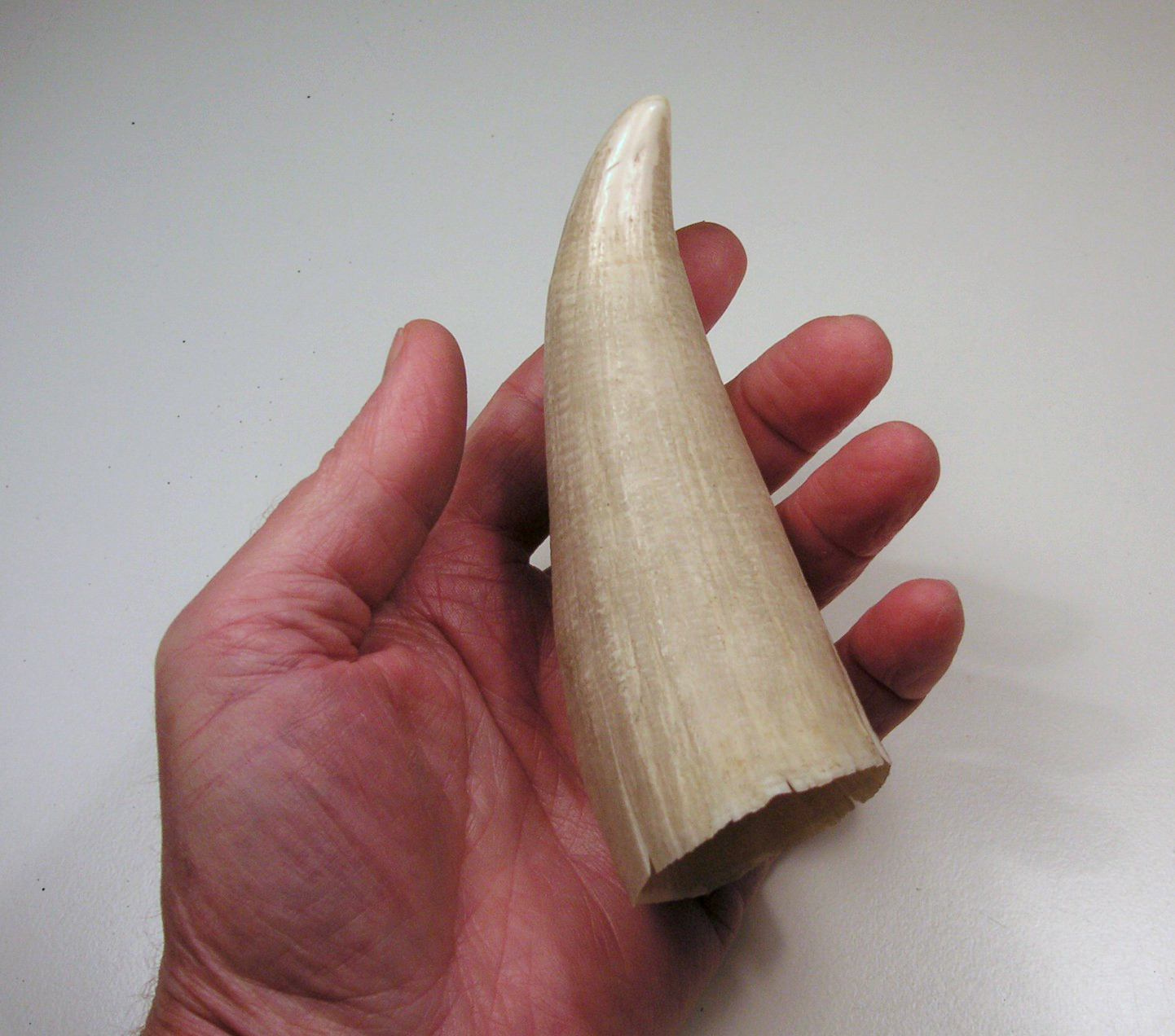
향유고래의 이빨

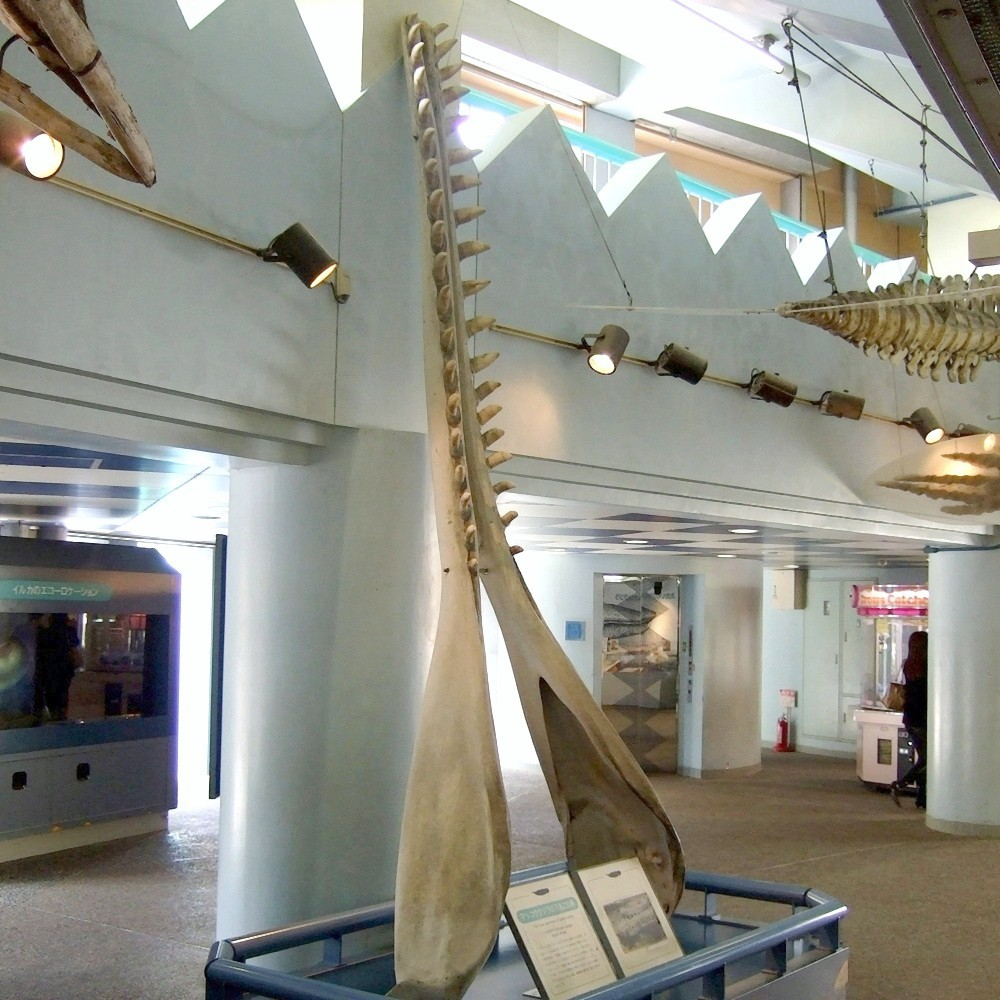
향유고래 아래턱의 골격(고베 시립 스마 해변 수족관(水族園) 전시)

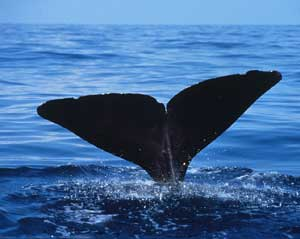
잠수하려고 하는 향유고래의 꼬리지느러미(멕시코만에서 촬영)

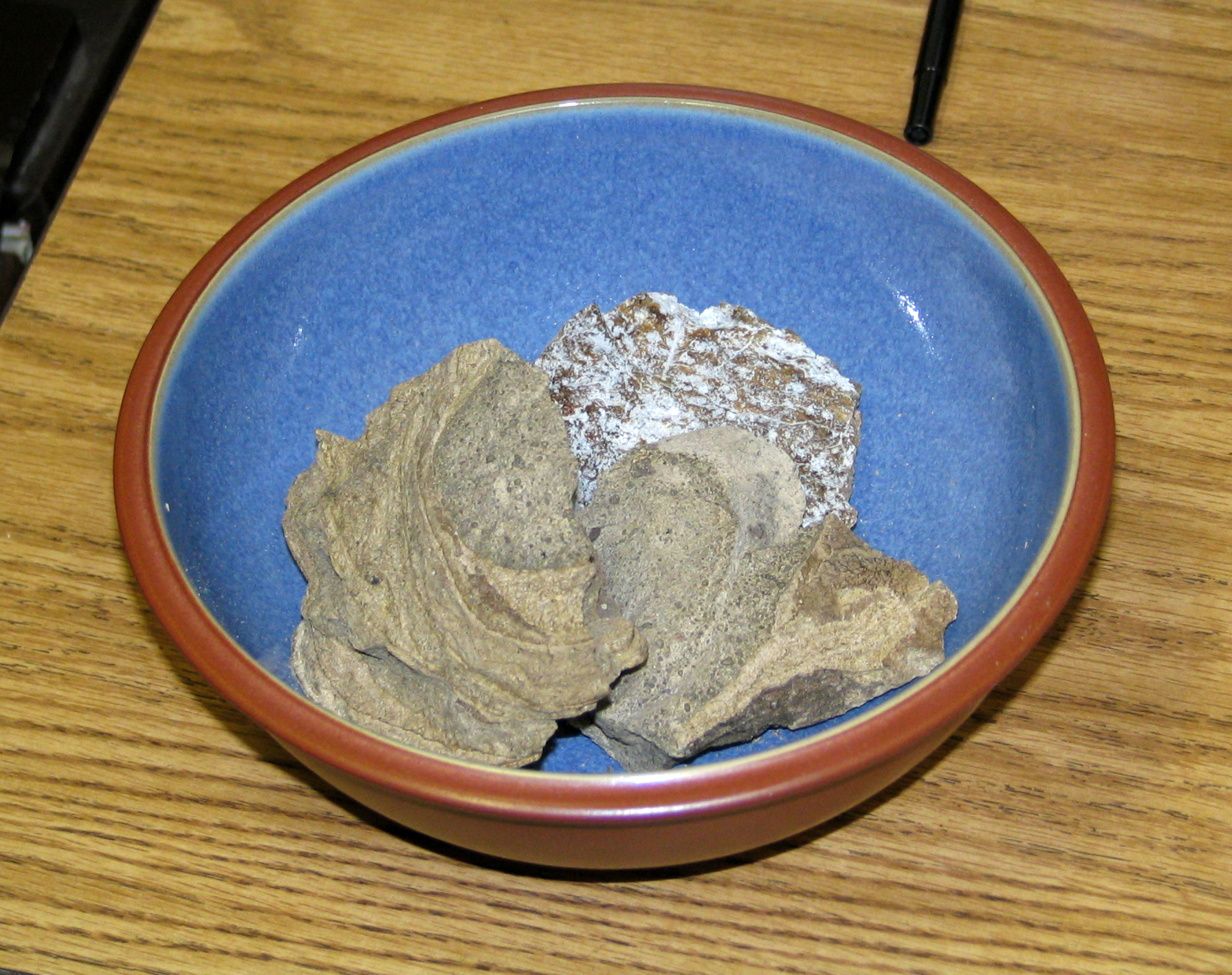
용연향

향유고래(영어: sperm whale 또는 cachalot) 또는 향고래 또는 말향고래는 이빨고래류 중에 가장 큰 종이다. 이빨을 가진 동물로는 지구상에 존재했던 그 어떤 종보다도 크다. 머리에 밀랍으로 가득찬 경랍기관이 있으며, 거대한 사각형 머리가 특징적이다. 울산 반구대 암각화에 두 마리가 새겨져 있으며, 2004년 동해안에서 70년 만에 발견된 바 있다. 학명은 Physeter macrocephalus / Physeter catodon이다. 몸길이는 수컷 17m~21m, 암컷 18m, 몸무게는 수컷 35~74t, 암컷 20~36t이다. 온몸이 회색이고 배쪽에 담색의 얼룩점이 있는데 몸빛깔은 나이와 더불어 흰색으로 변하는 경향이 있다. 머리는 성장에 따라 커져서 몸길이의 3분의 1 정도를 차지하게 된다. 뇌의 무게는 8 kg 정도이다. 등지느러미는 없지만 파도 모양의 피부돌기가 있다. 아래턱은 통나무처럼 가늘고 길며 한쪽에 20~28개의 큰 이빨이 있다. 위턱의 이빨은 퇴화되어 작아져서 눈에 띄지 않는다. 가슴지느러미는 몸에 비해 대단히 작다. 잠수능력이 뛰어나서 1시간 30분이나 잠수하기도 하며 수심 2,250m(7,382 ft)나 되는 심해까지 내려가기도 한다. 참고로, 민부리고래의 최고 잠수기록은 2,992m(9,816 ft)이다. 오징어나 커다란 대왕오징어를 주식으로 하며 물고기도 먹는다. 4년마다 한배에 1마리를 낳는데 임신기간은 15~16개월이다. 세계 각지의 바다에 분포하며 브리그모파이세터가 조상격이다.
항유고래는 이빨고래 중 가장 크고, 가장 큰 이빨을 가진 포식자이다. 향유고래는 Physeter 속의 유일한 현존하는 종이며, Kogia 속의 왜소향유고래와 조그마한 향유고래와 함께 향유고래 과에 속하는 세 가지 현존하는 종 중 하나이다.
향유고래는 전 세계적으로 분포하는 해양 포유류로, 먹이와 번식을 위해 계절마다 이동한다. 암컷과 어린 수컷은 무리를 지어 생활하고, 성숙한 수컷은 번식기를 제외한 나머지 시간 동안 홀로 생활한다. 암컷들은 서로 협력하여 새끼를 보호하고 기른다. 암컷은 약 4년에서  20년에 한 번씩 새끼를 낳으며, 새끼를 10년 이상 돌본다. 성숙한 향유고래는 자연적인 포식자가 없으나, 새끼나 약해진 성인 고래는 범고래 무리에 의해 때때로 잡아먹히기도 한다. 
성숙한 수컷은 길이가 평균 16미터(52피트) 정도로, 그 중 머리가 고래 몸 길이의 약 3분의 1을 차지한다. 향유고래는 2,250미터(7,380피트)까지 잠수할 수 있으며, 이는 세 번째로 깊은 잠수를 하는 포유류이다. 향유고래는 초음파 탐지기(에코로케이션)와 발음을 이용하며, 그 소리 크기는 최대 236데시벨로, 이는 수중에서 가장 큰 소리이다. 또한, 향유고래는 지구에서 가장 큰 뇌를 가진 동물로, 인간의 뇌보다 5배 이상 무겁다. 향유고래는 70년 이상 살 수 있다. 

## 계통 분류
다음은 거테시 등(Gatesy et al..)의 계통 분류이다.
|  | 꼬마긴수염고래과                                          |
|  |                                                           |
|  | \| \| 귀신고래과 \| \| \| \| \| \| 수염고래과 \| \| \| \| |
|  |                                                           |
|  | 귀신고래과                                                |
|  |                                                           |
|  | 수염고래과                                                |
|  |                                                           |

|  | 귀신고래과 |
|  |            |
|  | 수염고래과 |
|  |            |

|  | 꼬마긴수염고래과                                          |
|  |                                                           |
|  | \| \| 귀신고래과 \| \| \| \| \| \| 수염고래과 \| \| \| \| |
|  |                                                           |
|  | 귀신고래과                                                |
|  |                                                           |
|  | 수염고래과                                                |
|  |                                                           |

|  | 귀신고래과 |
|  |            |
|  | 수염고래과 |
|  |            |

|  | 꼬마긴수염고래과                                          |
|  |                                                           |
|  | \| \| 귀신고래과 \| \| \| \| \| \| 수염고래과 \| \| \| \| |
|  |                                                           |
|  | 귀신고래과                                                |
|  |                                                           |
|  | 수염고래과                                                |
|  |                                                           |

|  | 귀신고래과 |
|  |            |
|  | 수염고래과 |
|  |            |

|  | 꼬마긴수염고래과                                          |
|  |                                                           |
|  | \| \| 귀신고래과 \| \| \| \| \| \| 수염고래과 \| \| \| \| |
|  |                                                           |
|  | 귀신고래과                                                |
|  |                                                           |
|  | 수염고래과                                                |
|  |                                                           |

|  | 귀신고래과 |
|  |            |
|  | 수염고래과 |
|  |            |

|  | 꼬마향고래과 |
|  |              |
|  | 향고래과     |
|  |              |

|  | 아마존강돌고래과 |
|  |                  |
|  | 라플라타돌고래과 |
|  |                  |

|  | 참돌고래과                                                |
|  |                                                           |
|  | \| \| 쇠돌고래과 \| \| \| \| \| \| 외뿔고래과 \| \| \| \| |
|  |                                                           |
|  | 쇠돌고래과                                                |
|  |                                                           |
|  | 외뿔고래과                                                |
|  |                                                           |

|  | 쇠돌고래과 |
|  |            |
|  | 외뿔고래과 |
|  |            |

|  | 아마존강돌고래과 |
|  |                  |
|  | 라플라타돌고래과 |
|  |                  |

|  | 참돌고래과                                                |
|  |                                                           |
|  | \| \| 쇠돌고래과 \| \| \| \| \| \| 외뿔고래과 \| \| \| \| |
|  |                                                           |
|  | 쇠돌고래과                                                |
|  |                                                           |
|  | 외뿔고래과                                                |
|  |                                                           |

|  | 쇠돌고래과 |
|  |            |
|  | 외뿔고래과 |
|  |            |

|  | 아마존강돌고래과 |
|  |                  |
|  | 라플라타돌고래과 |
|  |                  |

|  | 참돌고래과                                                |
|  |                                                           |
|  | \| \| 쇠돌고래과 \| \| \| \| \| \| 외뿔고래과 \| \| \| \| |
|  |                                                           |
|  | 쇠돌고래과                                                |
|  |                                                           |
|  | 외뿔고래과                                                |
|  |                                                           |

|  | 쇠돌고래과 |
|  |            |
|  | 외뿔고래과 |
|  |            |

|  | 아마존강돌고래과 |
|  |                  |
|  | 라플라타돌고래과 |
|  |                  |

|  | 참돌고래과                                                |
|  |                                                           |
|  | \| \| 쇠돌고래과 \| \| \| \| \| \| 외뿔고래과 \| \| \| \| |
|  |                                                           |
|  | 쇠돌고래과                                                |
|  |                                                           |
|  | 외뿔고래과                                                |
|  |                                                           |

|  | 쇠돌고래과 |
|  |            |
|  | 외뿔고래과 |
|  |            |

|  | 아마존강돌고래과 |
|  |                  |
|  | 라플라타돌고래과 |
|  |                  |

|  | 참돌고래과                                                |
|  |                                                           |
|  | \| \| 쇠돌고래과 \| \| \| \| \| \| 외뿔고래과 \| \| \| \| |
|  |                                                           |
|  | 쇠돌고래과                                                |
|  |                                                           |
|  | 외뿔고래과                                                |
|  |                                                           |

|  | 쇠돌고래과 |
|  |            |
|  | 외뿔고래과 |
|  |            |

|  | 아마존강돌고래과 |
|  |                  |
|  | 라플라타돌고래과 |
|  |                  |

|  | 참돌고래과                                                |
|  |                                                           |
|  | \| \| 쇠돌고래과 \| \| \| \| \| \| 외뿔고래과 \| \| \| \| |
|  |                                                           |
|  | 쇠돌고래과                                                |
|  |                                                           |
|  | 외뿔고래과                                                |
|  |                                                           |

|  | 쇠돌고래과 |
|  |            |
|  | 외뿔고래과 |
|  |            |

|  | 아마존강돌고래과 |
|  |                  |
|  | 라플라타돌고래과 |
|  |                  |

|  | 참돌고래과                                                |
|  |                                                           |
|  | \| \| 쇠돌고래과 \| \| \| \| \| \| 외뿔고래과 \| \| \| \| |
|  |                                                           |
|  | 쇠돌고래과                                                |
|  |                                                           |
|  | 외뿔고래과                                                |
|  |                                                           |

|  | 쇠돌고래과 |
|  |            |
|  | 외뿔고래과 |
|  |            |

|  | 아마존강돌고래과 |
|  |                  |
|  | 라플라타돌고래과 |
|  |                  |

|  | 참돌고래과                                                |
|  |                                                           |
|  | \| \| 쇠돌고래과 \| \| \| \| \| \| 외뿔고래과 \| \| \| \| |
|  |                                                           |
|  | 쇠돌고래과                                                |
|  |                                                           |
|  | 외뿔고래과                                                |
|  |                                                           |

|  | 쇠돌고래과 |
|  |            |
|  | 외뿔고래과 |
|  |            |

|  | 꼬마향고래과 |
|  |              |
|  | 향고래과     |
|  |              |

|  | 아마존강돌고래과 |
|  |                  |
|  | 라플라타돌고래과 |
|  |                  |

|  | 참돌고래과                                                |
|  |                                                           |
|  | \| \| 쇠돌고래과 \| \| \| \| \| \| 외뿔고래과 \| \| \| \| |
|  |                                                           |
|  | 쇠돌고래과                                                |
|  |                                                           |
|  | 외뿔고래과                                                |
|  |                                                           |

|  | 쇠돌고래과 |
|  |            |
|  | 외뿔고래과 |
|  |            |

|  | 아마존강돌고래과 |
|  |                  |
|  | 라플라타돌고래과 |
|  |                  |

|  | 참돌고래과                                                |
|  |                                                           |
|  | \| \| 쇠돌고래과 \| \| \| \| \| \| 외뿔고래과 \| \| \| \| |
|  |                                                           |
|  | 쇠돌고래과                                                |
|  |                                                           |
|  | 외뿔고래과                                                |
|  |                                                           |

|  | 쇠돌고래과 |
|  |            |
|  | 외뿔고래과 |
|  |            |

|  | 아마존강돌고래과 |
|  |                  |
|  | 라플라타돌고래과 |
|  |                  |

|  | 참돌고래과                                                |
|  |                                                           |
|  | \| \| 쇠돌고래과 \| \| \| \| \| \| 외뿔고래과 \| \| \| \| |
|  |                                                           |
|  | 쇠돌고래과                                                |
|  |                                                           |
|  | 외뿔고래과                                                |
|  |                                                           |

|  | 쇠돌고래과 |
|  |            |
|  | 외뿔고래과 |
|  |            |

|  | 아마존강돌고래과 |
|  |                  |
|  | 라플라타돌고래과 |
|  |                  |

|  | 참돌고래과                                                |
|  |                                                           |
|  | \| \| 쇠돌고래과 \| \| \| \| \| \| 외뿔고래과 \| \| \| \| |
|  |                                                           |
|  | 쇠돌고래과                                                |
|  |                                                           |
|  | 외뿔고래과                                                |
|  |                                                           |

|  | 쇠돌고래과 |
|  |            |
|  | 외뿔고래과 |
|  |            |

|  | 아마존강돌고래과 |
|  |                  |
|  | 라플라타돌고래과 |
|  |                  |

|  | 참돌고래과                                                |
|  |                                                           |
|  | \| \| 쇠돌고래과 \| \| \| \| \| \| 외뿔고래과 \| \| \| \| |
|  |                                                           |
|  | 쇠돌고래과                                                |
|  |                                                           |
|  | 외뿔고래과                                                |
|  |                                                           |

|  | 쇠돌고래과 |
|  |            |
|  | 외뿔고래과 |
|  |            |

|  | 아마존강돌고래과 |
|  |                  |
|  | 라플라타돌고래과 |
|  |                  |

|  | 참돌고래과                                                |
|  |                                                           |
|  | \| \| 쇠돌고래과 \| \| \| \| \| \| 외뿔고래과 \| \| \| \| |
|  |                                                           |
|  | 쇠돌고래과                                                |
|  |                                                           |
|  | 외뿔고래과                                                |
|  |                                                           |

|  | 쇠돌고래과 |
|  |            |
|  | 외뿔고래과 |
|  |            |

|  | 아마존강돌고래과 |
|  |                  |
|  | 라플라타돌고래과 |
|  |                  |

|  | 참돌고래과                                                |
|  |                                                           |
|  | \| \| 쇠돌고래과 \| \| \| \| \| \| 외뿔고래과 \| \| \| \| |
|  |                                                           |
|  | 쇠돌고래과                                                |
|  |                                                           |
|  | 외뿔고래과                                                |
|  |                                                           |

|  | 쇠돌고래과 |
|  |            |
|  | 외뿔고래과 |
|  |            |

|  | 아마존강돌고래과 |
|  |                  |
|  | 라플라타돌고래과 |
|  |                  |

|  | 참돌고래과                                                |
|  |                                                           |
|  | \| \| 쇠돌고래과 \| \| \| \| \| \| 외뿔고래과 \| \| \| \| |
|  |                                                           |
|  | 쇠돌고래과                                                |
|  |                                                           |
|  | 외뿔고래과                                                |
|  |                                                           |

|  | 쇠돌고래과 |
|  |            |
|  | 외뿔고래과 |
|  |            |

|  | 꼬마긴수염고래과                                          |
|  |                                                           |
|  | \| \| 귀신고래과 \| \| \| \| \| \| 수염고래과 \| \| \| \| |
|  |                                                           |
|  | 귀신고래과                                                |
|  |                                                           |
|  | 수염고래과                                                |
|  |                                                           |

|  | 귀신고래과 |
|  |            |
|  | 수염고래과 |
|  |            |

|  | 꼬마긴수염고래과                                          |
|  |                                                           |
|  | \| \| 귀신고래과 \| \| \| \| \| \| 수염고래과 \| \| \| \| |
|  |                                                           |
|  | 귀신고래과                                                |
|  |                                                           |
|  | 수염고래과                                                |
|  |                                                           |

|  | 귀신고래과 |
|  |            |
|  | 수염고래과 |
|  |            |

|  | 꼬마긴수염고래과                                          |
|  |                                                           |
|  | \| \| 귀신고래과 \| \| \| \| \| \| 수염고래과 \| \| \| \| |
|  |                                                           |
|  | 귀신고래과                                                |
|  |                                                           |
|  | 수염고래과                                                |
|  |                                                           |

|  | 귀신고래과 |
|  |            |
|  | 수염고래과 |
|  |            |

|  | 꼬마긴수염고래과                                          |
|  |                                                           |
|  | \| \| 귀신고래과 \| \| \| \| \| \| 수염고래과 \| \| \| \| |
|  |                                                           |
|  | 귀신고래과                                                |
|  |                                                           |
|  | 수염고래과                                                |
|  |                                                           |

|  | 귀신고래과 |
|  |            |
|  | 수염고래과 |
|  |            |

|  | 꼬마향고래과 |
|  |              |
|  | 향고래과     |
|  |              |

|  | 아마존강돌고래과 |
|  |                  |
|  | 라플라타돌고래과 |
|  |                  |

|  | 참돌고래과                                                |
|  |                                                           |
|  | \| \| 쇠돌고래과 \| \| \| \| \| \| 외뿔고래과 \| \| \| \| |
|  |                                                           |
|  | 쇠돌고래과                                                |
|  |                                                           |
|  | 외뿔고래과                                                |
|  |                                                           |

|  | 쇠돌고래과 |
|  |            |
|  | 외뿔고래과 |
|  |            |

|  | 아마존강돌고래과 |
|  |                  |
|  | 라플라타돌고래과 |
|  |                  |

|  | 참돌고래과                                                |
|  |                                                           |
|  | \| \| 쇠돌고래과 \| \| \| \| \| \| 외뿔고래과 \| \| \| \| |
|  |                                                           |
|  | 쇠돌고래과                                                |
|  |                                                           |
|  | 외뿔고래과                                                |
|  |                                                           |

|  | 쇠돌고래과 |
|  |            |
|  | 외뿔고래과 |
|  |            |

|  | 아마존강돌고래과 |
|  |                  |
|  | 라플라타돌고래과 |
|  |                  |

|  | 참돌고래과                                                |
|  |                                                           |
|  | \| \| 쇠돌고래과 \| \| \| \| \| \| 외뿔고래과 \| \| \| \| |
|  |                                                           |
|  | 쇠돌고래과                                                |
|  |                                                           |
|  | 외뿔고래과                                                |
|  |                                                           |

|  | 쇠돌고래과 |
|  |            |
|  | 외뿔고래과 |
|  |            |

|  | 아마존강돌고래과 |
|  |                  |
|  | 라플라타돌고래과 |
|  |                  |

|  | 참돌고래과                                                |
|  |                                                           |
|  | \| \| 쇠돌고래과 \| \| \| \| \| \| 외뿔고래과 \| \| \| \| |
|  |                                                           |
|  | 쇠돌고래과                                                |
|  |                                                           |
|  | 외뿔고래과                                                |
|  |                                                           |

|  | 쇠돌고래과 |
|  |            |
|  | 외뿔고래과 |
|  |            |

|  | 아마존강돌고래과 |
|  |                  |
|  | 라플라타돌고래과 |
|  |                  |

|  | 참돌고래과                                                |
|  |                                                           |
|  | \| \| 쇠돌고래과 \| \| \| \| \| \| 외뿔고래과 \| \| \| \| |
|  |                                                           |
|  | 쇠돌고래과                                                |
|  |                                                           |
|  | 외뿔고래과                                                |
|  |                                                           |

|  | 쇠돌고래과 |
|  |            |
|  | 외뿔고래과 |
|  |            |

|  | 아마존강돌고래과 |
|  |                  |
|  | 라플라타돌고래과 |
|  |                  |

|  | 참돌고래과                                                |
|  |                                                           |
|  | \| \| 쇠돌고래과 \| \| \| \| \| \| 외뿔고래과 \| \| \| \| |
|  |                                                           |
|  | 쇠돌고래과                                                |
|  |                                                           |
|  | 외뿔고래과                                                |
|  |                                                           |

|  | 쇠돌고래과 |
|  |            |
|  | 외뿔고래과 |
|  |            |

|  | 아마존강돌고래과 |
|  |                  |
|  | 라플라타돌고래과 |
|  |                  |

|  | 참돌고래과                                                |
|  |                                                           |
|  | \| \| 쇠돌고래과 \| \| \| \| \| \| 외뿔고래과 \| \| \| \| |
|  |                                                           |
|  | 쇠돌고래과                                                |
|  |                                                           |
|  | 외뿔고래과                                                |
|  |                                                           |

|  | 쇠돌고래과 |
|  |            |
|  | 외뿔고래과 |
|  |            |

|  | 아마존강돌고래과 |
|  |                  |
|  | 라플라타돌고래과 |
|  |                  |

|  | 참돌고래과                                                |
|  |                                                           |
|  | \| \| 쇠돌고래과 \| \| \| \| \| \| 외뿔고래과 \| \| \| \| |
|  |                                                           |
|  | 쇠돌고래과                                                |
|  |                                                           |
|  | 외뿔고래과                                                |
|  |                                                           |

|  | 쇠돌고래과 |
|  |            |
|  | 외뿔고래과 |
|  |            |

|  | 꼬마향고래과 |
|  |              |
|  | 향고래과     |
|  |              |

|  | 아마존강돌고래과 |
|  |                  |
|  | 라플라타돌고래과 |
|  |                  |

|  | 참돌고래과                                                |
|  |                                                           |
|  | \| \| 쇠돌고래과 \| \| \| \| \| \| 외뿔고래과 \| \| \| \| |
|  |                                                           |
|  | 쇠돌고래과                                                |
|  |                                                           |
|  | 외뿔고래과                                                |
|  |                                                           |

|  | 쇠돌고래과 |
|  |            |
|  | 외뿔고래과 |
|  |            |

|  | 아마존강돌고래과 |
|  |                  |
|  | 라플라타돌고래과 |
|  |                  |

|  | 참돌고래과                                                |
|  |                                                           |
|  | \| \| 쇠돌고래과 \| \| \| \| \| \| 외뿔고래과 \| \| \| \| |
|  |                                                           |
|  | 쇠돌고래과                                                |
|  |                                                           |
|  | 외뿔고래과                                                |
|  |                                                           |

|  | 쇠돌고래과 |
|  |            |
|  | 외뿔고래과 |
|  |            |

|  | 아마존강돌고래과 |
|  |                  |
|  | 라플라타돌고래과 |
|  |                  |

|  | 참돌고래과                                                |
|  |                                                           |
|  | \| \| 쇠돌고래과 \| \| \| \| \| \| 외뿔고래과 \| \| \| \| |
|  |                                                           |
|  | 쇠돌고래과                                                |
|  |                                                           |
|  | 외뿔고래과                                                |
|  |                                                           |

|  | 쇠돌고래과 |
|  |            |
|  | 외뿔고래과 |
|  |            |

|  | 아마존강돌고래과 |
|  |                  |
|  | 라플라타돌고래과 |
|  |                  |

|  | 참돌고래과                                                |
|  |                                                           |
|  | \| \| 쇠돌고래과 \| \| \| \| \| \| 외뿔고래과 \| \| \| \| |
|  |                                                           |
|  | 쇠돌고래과                                                |
|  |                                                           |
|  | 외뿔고래과                                                |
|  |                                                           |

|  | 쇠돌고래과 |
|  |            |
|  | 외뿔고래과 |
|  |            |

|  | 아마존강돌고래과 |
|  |                  |
|  | 라플라타돌고래과 |
|  |                  |

|  | 참돌고래과                                                |
|  |                                                           |
|  | \| \| 쇠돌고래과 \| \| \| \| \| \| 외뿔고래과 \| \| \| \| |
|  |                                                           |
|  | 쇠돌고래과                                                |
|  |                                                           |
|  | 외뿔고래과                                                |
|  |                                                           |

|  | 쇠돌고래과 |
|  |            |
|  | 외뿔고래과 |
|  |            |

|  | 아마존강돌고래과 |
|  |                  |
|  | 라플라타돌고래과 |
|  |                  |

|  | 참돌고래과                                                |
|  |                                                           |
|  | \| \| 쇠돌고래과 \| \| \| \| \| \| 외뿔고래과 \| \| \| \| |
|  |                                                           |
|  | 쇠돌고래과                                                |
|  |                                                           |
|  | 외뿔고래과                                                |
|  |                                                           |

|  | 쇠돌고래과 |
|  |            |
|  | 외뿔고래과 |
|  |            |

|  | 아마존강돌고래과 |
|  |                  |
|  | 라플라타돌고래과 |
|  |                  |

|  | 참돌고래과                                                |
|  |                                                           |
|  | \| \| 쇠돌고래과 \| \| \| \| \| \| 외뿔고래과 \| \| \| \| |
|  |                                                           |
|  | 쇠돌고래과                                                |
|  |                                                           |
|  | 외뿔고래과                                                |
|  |                                                           |

|  | 쇠돌고래과 |
|  |            |
|  | 외뿔고래과 |
|  |            |

|  | 아마존강돌고래과 |
|  |                  |
|  | 라플라타돌고래과 |
|  |                  |

|  | 참돌고래과                                                |
|  |                                                           |
|  | \| \| 쇠돌고래과 \| \| \| \| \| \| 외뿔고래과 \| \| \| \| |
|  |                                                           |
|  | 쇠돌고래과                                                |
|  |                                                           |
|  | 외뿔고래과                                                |
|  |                                                           |

|  | 쇠돌고래과 |
|  |            |
|  | 외뿔고래과 |
|  |            |

### 같이 보기
- 고래류의 종 목록
- 해양생물학

## 분류학과 명명
- 어원

"향유고래"라는 이름은 원래 "스퍼마세티(spermaceti) 고래"에서 따온 것이다. 스퍼마세티는 고래 머리에서 발견되는 반액체의 왁스 같은 물질로, 처음에는 고래의 정액으로 잘못 이해되었으나 실제로는 머리 부분에 위치한 특수한 기관에서 나온 것이다.
향유고래는 "카샬로"라는 이름으로도 알려져 있으며, 이는 고대 프랑스어에서 유래한 단어로 "이빨" 또는 "큰 이빨"을 의미하는 것으로 추정된다. 스페인어, 포루투갈어에서 유래한 "카샬로"라는 이름은 "큰 머리"라는 뜻의 갈라시아어에서 비롯되었을 가능성이 있다.
- 학명

향유고래의 학명 Physeter는 그리스어 "physētēr"에서 유래했으며, '불어넣기', '고래의 호흡구멍'을 뜻한다.
Macrocephalus는 '큰 머리'를 의미하는 그리스어 "makroképhalos"에서 유래한 라틴어에서 나온 것이다.
향유고래는 고래의 과인 Physeteridae에 속하는데, 이 과에는 관련된 두 종인 왜소향유고래(Kogia breviceps)와 조그마한 향유고래(Kogia sima)도 포함됩니다. 한때 이 두 종은 같은 과로 분류되기도 했으나, 현재는 독립된 속으로 분류된다.
향유고래는 스웨덴의 어류학자 피터 아르테디가 1738년 Genera piscium에서 처음으로 Physeter catodon으로 명명하였고, 이후 1758년 라리누스의 Systema Naturae에서 다시 한 번 명명되었다. 최근에는 Physeter macrocephalus가 올바른 학명으로 채택되고 있다.

## 경랍(spermaceti)
향유고래(Spermaceti whale)의 두개골 꼭대기에는 지방과 밀랍으로 혼합된 액체가 있다. 이 특유의 혼합 액체를 경랍(spermaceti)이라고 부르는 것이다. 향유고래라는 이름은 바로 이 경랍에서 유래한 것이다. 
이 혼합액체 경랍(spermaceti)은 강력하고 집중된 소리의 발생을 위해서 존재하는 것이다. 향유고래는 이 경랍을 통해 고리를 발생시켜 되돌아오는 음파를 탐지하고, 의사소통 할 수 있는 것이다. 음파를 통해 위치를 판단하고탐지하는 방법을 반향정위 또는 방향위치결정법이라고 부른다. 반향위치측정법이라고 부르기도 한다. 향유고래는 경랍기관(Organ)이라는 큰 통이 있고, 그 통 속에 경랍이 담겨 있다고 생각하면 이해가 쉬울 것이다. 이 경랍기관 주위의 벽면은 매우 단단하고 질긴 섬유질로 이루어져 있다. 향유고래의 경랍기관엔 경랍이 1900리터까지 이를 수 있으며, 크기에 비례하여 큰 수컷일수록 더 많은 경랍을 가지고 있다. 경랍기관의 왁스에스테르 비율은 새끼 향유고래가 38~51%, 성체 암컷 향유고래가 58~87%, 그리고 성체 수컷 향유고래가 71~94%에 이른다. 경랍기관 중심의 핵심적인 경랍은 주변부보다 더 높은 왁스에스테르, 즉 밀랍 성분을 함유하고 있다. 경랍에서 소리의 속도는 2,684m/s(at 40 kHz, 36도)이다. 이는 돌고래의 멜론(Melon)에 담겨 있는 기름보다 2배 가까이나 더 빠른 것이다. 경랍 기관은 연골조직으로 경랍의 칸막이가 쳐져 있으며, 이는 다른 이빨고래류의 멜론과 유사한 것이다. 경랍 기관은 아마도 향유고래의 부력에도 도움을 주는 것으로 보인다.
비록 경랍이 부력 조절의 수단이고 쿠션의 기능도 있다고 하지만 그럼에도 불구하고 경남의 가장 주요한 기능은 반향정위의 강화로서 음파탐지를 통하여 물체의 위치를 파악하는 것이다. 향유고래는 세상에서 가장 시끄러운 동물, 즉 가장 큰 소리로 발성할 수 있는 동물이다. 연구 결과 향유고래는 약 230db로 소리를 낼 수 있는 것으로 밝혀졌는데, 이것은 항공기가 이륙할 때 제트엔진에서 발생되는 소음보다도 큰 것이다.

## 물리적 특징
| 길이                  | 무게            |
| --------------------- | --------------- |
| 수컷: 16미터 (52피트) | 45톤 (50쇼트톤) |
| 암컷: 11미터 (36피트) | 15톤 (17쇼트톤) |
| 새끼: 4미터 (13피트)  | 1톤 (1.1쇼트톤) |

향유고래는 이빨이 있는 고래 중 가장 크며, 모든 고래류 중 성적 이형성이 가장 뚜렷한 종 중 하나이다. 두 성별은 출생 시 크기가 비슷하지만, 성숙한 수컷은 일반적으로 암컷보다 30~50% 더 길고 질량은 세 배에 달한다. 새끼 향유고래는 보통 3.7에서 4.3미터(12에서 14피트)정도이다. 암컷은 8에서 9미터(26에서 30피트)일 때 성적으로 성숙하며, 수컷은 11에서 12미터(36에서 39피트)일 때 성적으로 성숙하다. 암컷은 약 10.6에서 11미터(335에서 36피트)에서 신체적으로 성숙하며, 일반적으로 12미터(39피트)를 초과하는 길이에 도달하지 않는다. 가장 큰 암컷 향유고래는 12.3미터(40피트)까지 자랐으며, 이 크기의 개체는 약 17톤(19쇼트톤)의 무게였을 것으로 추정된다. 수컷은 약 15에서 16미터 (49에서 52피트)에서 신체적으로 성숙하며, 큰 개체는 일반적으로 18에서 19미터(59에서 62피트)까지 성장할 수 있다. 18미터(59피트)길이의 수컷 향유고래는 약 57톤(56 long tons:63short tons)으로 추정된다.
간혹 이보다 훨씬 큰 향유고래에 대한 보고도 있는데, 어떤 역사적 기록에는 24미터(80피트)를 넘는다고도 되어 있다. 예를 들어 <<모비 딕>>의 실제 모티브가 된 에식스호를 침몰시킨 고래는 85피트(26미터)였다고 주장되지만, 이러한 주장 중 일부는 과장되었거나 고래의 몸을 곡선에 따라 측정했기 때문에 정확성에 대한 논란이 있다.
1950년 쿠릴 열도 근처에서 소련 포경선이 측정한 개체는 20.7미터(68피트)로, 일부 학자들에 의해 가장 정확히 측정된 최대 크기의 고래로 인용된다. 이 고래이 무게는 약 80톤(79롱톤;88쇼트톤)으로 추정된다. 해양 대형 동물의 크기 변동을 다룬 리뷰에서 McClain 등은 국제포경위원회(IWC)의 데이터에 따르면 20.7미터를 초과하는 개체가 8마리 있었다고 보고했으며, 이들은 1933년 남태평양에서 측정된 24미터(79피트) 수컷이 기록상 가장 큰 개체라고 보았다. 그러나 이런 크기의 개체는 매우 드물며, 기록된 향유고래의 95%는 15.85미터(52피트)이하이다.
1853년에는 62피트(19미터) 길이의 향유고래가 보고되었고, 그 머리는 20피트(6.1미터)였다. 영국 자연사박물관과 옥스퍼드 대학 자연사박물관에는 각각 5미터(16피트). 4.7미터(15피트) 길이의 매우 큰 아래턱뼈가 보관되어 있다. 
향유고래의 평균 크기는 시간이 지남에 따라 감소했으며, 이는 포경으로 인한 압력 때문일 가능성이 높다. 반면에 어떤 견해는 과도한 포경이 수컷 향유고래의 크기에 거의 영향을 미치지 않았으며, 개체 밀도에 따른 생태학적 효과로 인해 오히려 현재 크기가 증가했을 수 있다고 주장한다. 솔랜더 제도에서 포획된 노년 수컷들은 매우 크고 지방층이 풍부한 것으로 기록되었다.
향유고래는 대부분의 고래류와는 달리, 분기공(숨구멍)이 머리 왼쪽으로 크게 치우쳐 있어, 향유고래의 독특한 체형은 다른 종과 혼동될 가능성이 거의 없다. 이 고래의 특징적인 모습은 매우 크고 직각형 모양의 머리에서 나오며, 머리는 전체 몸길이의 1/4에서 1/3에 달한다. S자 모양의 분기공은 머리 앞부분, 왼쪽에 위치하며, 이로 인해 앞으로 향한 독특하고 무성한 물보라를 분사한다.
향유고래의 미부(꼬리)는 삼각형 모양이며 매우 두껍다. 비율상, 다른 어떤 고래류보다 크며 유연성이 높다. 먹이를 찾아 잠수할 때 꼬리를 수면 위로 높이 들어 올리는 동작을 취한다. 등에는 등지느러미 대신 일련의 용기가 있으며, 그 중 가장 큰 융기는 포경업자들 사이에서 ‘혹(hump)’이라고 불리며 그 모양과 크기 때문에 등지느러미로 오인되기도 한다. 
대부분의 대형 고래들이 매끈한 피부를 가진 것과 달리, 향유고래의 등 피부는 보통 주름져 있으며, 고래 관찰자들은 이를 말린 자두에 비유하기도 한다. 백색증(알비노) 개체도 보고된 바 있다. 

## 골격
향유고래의 갈비뼈는 유연한 연골로 척추에 연결되어 있어, 높은 압력에서도 부러지지 않고 갈비뼈가 붕괴될 수 있도록 해준다. 향유고래는 잠수에 잘 적응되어 있지만, 반복적인 깊은 잠수는 장기적으로 영향을 미친다. 뼈에는 인간의 감압병을 나타내는 무혈관성 괴사(avascular necrosis)(avascular necrosis) 징후가 나타난다. 나이든 개체의 골격에서 가장 광범위한 손상이 나타났으며, 새끼들은 손상이 없었다. 이러한 손상은 향유고래도 감압병에 취약할 수 있음을 나타내며, 갑작스러운 부상은 치명적일 수 있다.
모든 고래류와 마찬가지로, 향유고래이 척추는 지압관절(zygapophsial joint)이 축소되어 있다. 이들의 흔적은 변형되어 척추의 등쪽 돌기(dorsal spinous process) 상단 측면에  붙어 있으며, 이는 측면으로의 과도한 움직임을 방지하고 위아래 방향으로의 움직임을 용이하게 한다. 이러한 진화적 변화로 인해 척추는 더 유연해졌지만, 육상 척추동물의 척추보다 약하다.
이빨고래류와 마찬가지로 향유고래의 두개골은 비대칭으로, 반향정위(에코로케이션)에 도움을 준다. 고래의 몸에 여러 방향에서 부딪히는 음파는 동일한 방식으로 전달되지 않는다. 두개골의 뇌공 내에서 비강으로 이어지는 뼈 관(openings of the bony narial tubes)은 두개골의 왼쪽으로 치우쳐 있다.

## 턱과 이빨
향유고래의 아래턱은 매우 좁고 아래쪽으로 돌출되어 있다. 향유고래는 아래턱 양쪽에 각각 18~26개의 이빨리 있으며, 이 이빨은 윗턱의 소켓에 맞물린다. 이빨은 원뿔형이며, 각각 최대 1kg(2.2파운드)의 무게가 나간다. 이빨은 기능이 있지만, 오징어를 사냥하거나 먹는 데 꼭 필요한 것은 아닌 것으로 보인다. 이빨이 없거나 턱이 기형인 상태에서도 자 먹고 지내는 개체들이 발견된 바 있다. 하나의 가설로는 이빨이 수컷 간의 공격적 행동에 사용된다는 의견이 있다. 성숙한 수컷의 몸에는 이빨로 인한 것으로 보이는 상처가 자주 보인다. 윗턱에도 흔적 이빨이 있으나, 이는 드물게 입 밖으로 나오며 거의 보이지 않습니다. 이빨을 분석하는 것은 향유고래의 나이를 측정하는 주요 방법이다. 나무의 나이테처럼, 이빨은 성장하면서 시멘틴(cementum)과 상아질(dentine)의 층을 형성한다.

## 뇌
향유고래의 뇌는 현존하거나 멸종한 모든 동물 중 가장 크며, 평균 약 7.8kg(17파운드)이다. (가장 작은 경우 6.4kg(14파운드), 가장 큰 경우 9.2kg(20파운드)로 기록됨). 인간의 뇌보다 무게는 5배 이상이며, 부피는 약 {\displaystyle 8,000cm^{3}}다. 일반적으로 큰 뇌는 높은 지능과 연관되지만, 이것이 유일한 기준은 아니다. 코끼리와 돌고래도 인간보다 더 큰 뇌를 가지고 있다. 향유고래는 많은 고래 및 돌고래 종보다 뇌체지수(Encephalization Quotient, EQ)가 낮으며, 인간 이외의 유인원보다도 낮고, 인간보다는 훨씬 낮다.
향유고래의 대뇌는 모든 포유류 중 절대적-상대적으로 가장 크다. 후각계는 퇴화되어 있어, 향유고래의 미각과 후각은 매우 약한 것으로 보인다. 반면 청각계는 매우 발달해 있다. 피라미드로(tractus pyramidalis, 대뇌 운동신경로)는 잘 발달되어 있지 않은데, 이는 사지의 퇴화를 반영한다.

## 수면
일정 시간 동안 연구자들은 향유고래 무리들이 짧은 시간 동안 수면을 취할 수 있으며, 이때 멀를 수면 바로 아래나 위에 두거나 머리를 아래로 향한 수직 자세를 취한다는 사실을 알고 있었다. 2008년 Current Biology에 발표된 연구에서는 고래가 뇌의 양쪽을 모두 사용하여 수면을 취할 수 있다는 증거가 기록되었다. 일부 고래는 하루 중 약 7%의 시간 동안 깊은 잠에 빠지는 것으로 보이며, 이는 주로 오후 6시에서 자정 사이에 발생한다.